# David de la Fuente
David de la Fuente Rasilla (Reinosa, 4 mei 1981) is een Spaans wielrenner.

## Carrière
De la Fuente werd prof in 2001 bij Vini Caldirola, om na een jaar naar diens opvolger Saunier Duval te vertrekken. In 2009 komt hij uit voor diens opvolger, Fuji-Servetto. Na een jaar bij de Kazachse Astana-formatie te hebben gereden kwam hij sinds 2011 weer uit voor Team Geox (opvolger van Fuji-Servetto). Na het opdoeken van deze ploeg vertrok De La Fuente naar Caja Rural. Sinds 2013 komt de Spanjaard uit voor kleinere veelal Portugese ploegen.

## Prestaties
In de Ronde van Frankrijk 2006 droeg hij enkele etappes de bolletjestrui, en tevens kreeg hij over de gehele Tour gezien de prijs voor de meeste strijdlustige renner, het rode rugnummer. In de 11e etappe reed hij verrassend sterk. Na lange tijd samen met Fabian Wegmann in de aanval te hebben gereden, wist hij zijn Duitse medevluchter - die bekendstond als een goed klimmer - te lossen. Uiteindelijk zou De la Fuente nog ver terugvallen en als 40e te eindigen in de etappe.
In de Ronde van Frankrijk 2008 deed hij opnieuw mee voor de bolletjestrui. Omdat zijn ploegmaat Riccardo Riccò betrapt werd op epo moest echter heel Saunier Duval-Prodir de tour verlaten. Ook in de Vuelta-editie van 2009 deed De La Fuente het goed in het bergklassement. Hij droeg enkele etappes de Rode Trui en eindigde uiteindelijk tweede in het nevenklassement. Ook in 2012 eindigde hij tweede in het bergklassement van de Ronde van Spanje.

## Belangrijkste overwinningen

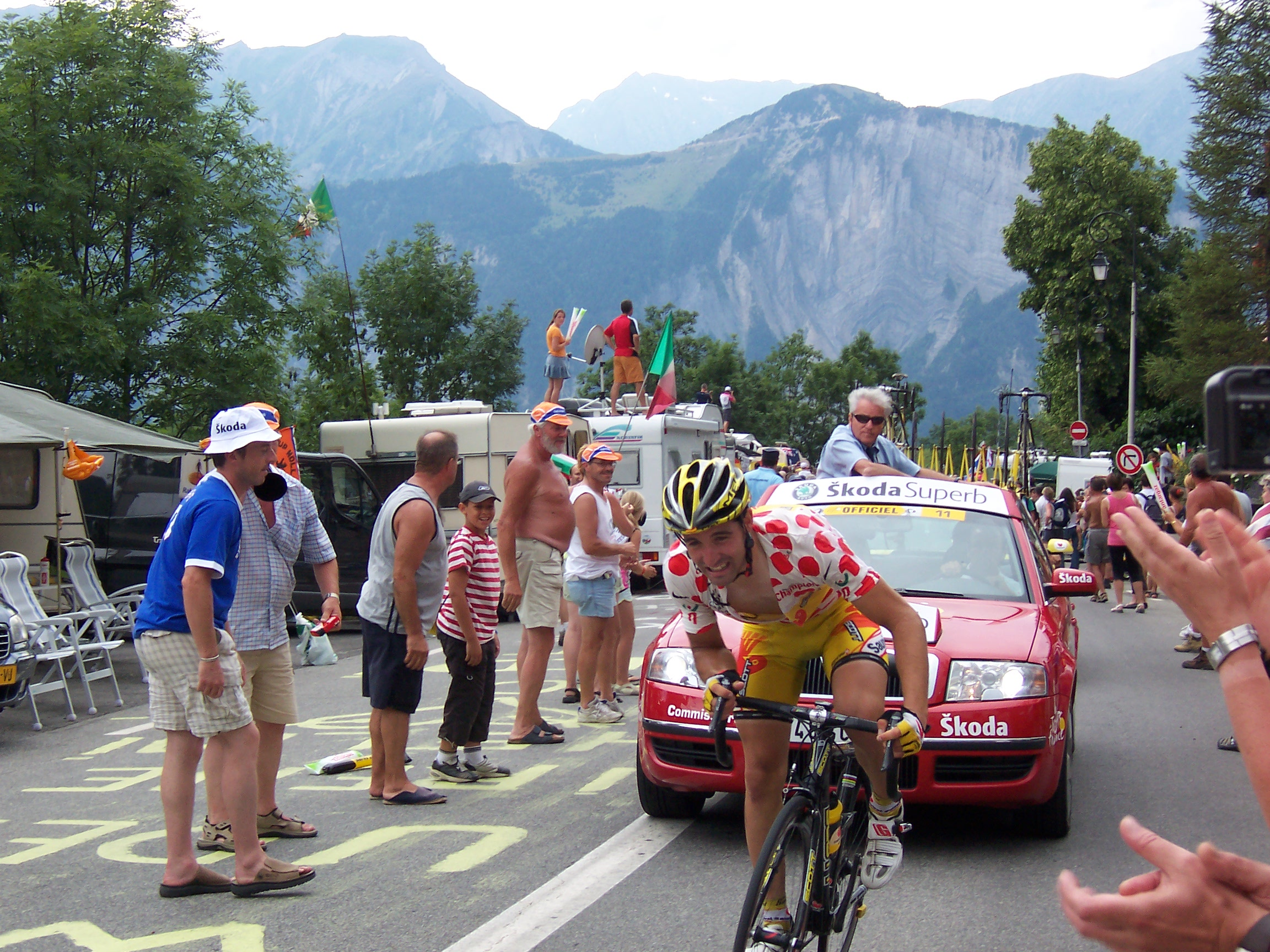
De La Fuente op de l'Alpe d'Huez 2006.

2001
5e etappe Circuito Montañés
2006
Strijdlustklassement Ronde van Frankrijk
2007
Gran Premio de Llodio
2008
2e etappe Ronde van Duitsland
2009
Grote Prijs Miguel Indurain
2013
2e etappe Ronde van het Qinghaimeer
2015
3e etappe Trofeo Joaquim Agostinho
2018
Bergklassement Trofeo Joaquim Agostinho

## Resultaten in voornaamste wedstrijden
| Jaar | Ronde van Italië | Ronde van Frankrijk | Ronde van Spanje |
| ---- | ---------------- | ------------------- | ---------------- |
| 2003 |                  |                     | 156e             |
| 2005 |                  |                     | opgave           |
| 2006 |                  | 55e                 | 71e              |
| 2007 |                  | 49e                 | 96e              |
| 2008 |                  | opgave              |                  |
| 2009 |                  |                     | 24e              |
| 2010 |                  | 110e                |                  |
| 2011 |                  |                     | 35e              |
| 2012 |                  |                     | 65e              |

| Jaar | Milaan-San Remo | Amstel Gold Race | Luik-Bast.‑Luik | Ronde van Lombardije |  | Wereldranglijsten |
| ---- | --------------- | ---------------- | --------------- | -------------------- |  | ----------------- |
| 2003 |                 |                  |                 |                      |  |                   |
| 2005 |                 |                  |                 |                      |  |                   |
| 2006 |                 |                  | 55e             |                      |  |                   |
| 2007 |                 | 38e              | 112e            |                      |  | 189e (UPT)        |
| 2008 |                 | 62e              | 49e             |                      |  | 109e (UPT)        |
| 2009 | 101e            | 46e              |                 | 41e                  |  | 153e (UWK)        |
| 2010 |                 |                  |                 |                      |  |                   |
| 2011 |                 |                  |                 |                      |  |                   |
| 2012 |                 |                  |                 |                      |  |                   |